# Démocrite méditant sur le siège de l'âme
Démocrite méditant sur le siège de l'âme est une statue en bronze de Léon-Alexandre Delhomme (1841-1895) réalisée en 1868. Elle représente le philosophe grec Démocrite, les yeux fixés sur un crâne qu'il tient à la main. Exécutée trois ans seulement après l'entrée de Delhomme dans l'atelier d'Auguste Dumont, cette sculpture aujourd'hui est exposée dans le jardin du palais Saint-Pierre du musée des Beaux-Arts de Lyon. 
Sans doute l’œuvre la plus aboutie du sculpteur, ce Démocrite est exposé au Salon des artistes français de 1869 puis à l’Exposition universelle lyonnaise de 1872, où il remporte la médaille d’or. Proposé à l’achat par Delhomme lui-même, son ancien maître Fabisch soutient son acquisition par la Ville de Lyon en 1868, pour le prix de 4 000 francs.  

## Description
Dans la lignée des sculpteurs romantiques, Delhomme cherche à reconstituer dans cette œuvre les traits et l’attitude du philosophe grec, traditionnellement reconnaissable grâce à la pose de la méditation. Le Démocrite est donc représenté les yeux mi-clos et la tête lourde sur son poing afin d'évoquer tout le poids de sa contemplation.  
Parvenant à communiquer l’expression d’une force tranquille, Delhomme fait de ce Démocrite l’héritier lointain de La Melencolia d'Albrecht Dürer, notamment grâce à son caractère fortement romantique. 

L'originalité de cette sculpture réside dans le fait que Delhomme a souhaité rapprocher le thème du Démocrite avec la XXVIe fable de La Fontaine, qui interprète une lettre apocryphe d’Hippocrate à Damagète. Une citation extraite de cette fable est gravée sur la plaque du socle de la sculpture :

« Hippocrate arriva dans le temps que celui qu'on disait n'avoir ni raison ni sens cherchait dans l'homme et dans la bête quel siège a la raison, soit le cœur, soit la tête. »